# Sarinda ruficeps
Sarinda ruficeps är en spindelart som först beskrevs av Simon 1901.  Sarinda ruficeps ingår i släktet Sarinda och familjen hoppspindlar. Inga underarter finns listade i Catalogue of Life.